# Al Howie
 (avril 2017).
Si vous disposez d'ouvrages ou d'articles de référence ou si vous connaissez des sites web de qualité traitant du thème abordé ici, merci de compléter l'article en donnant les références utiles à sa vérifiabilité et en les liant à la section « Notes et références ».
Pour les articles homonymes, voir Howie.
Arthur « Al » Howie (16 septembre 1945 – 21 juin 2016) est un coureur de longue distance canadien qui a gagné plus de cinquante marathons, ultra-marathons, et courses de plusieurs jours en plus de deux décennies malgré de graves problèmes de santé, comprenant en 1991 la course Trans Canada Highway (7 295 kilomètres) en un temps record de 72 jours et 10 heures. Une plaque en laiton de la Victoria Mile Zero commémore cet événement sportif pour lequel il a levé 750 000 dollars pour un fond pour les enfants ayant des besoins spéciaux. Deux semaines après avoir traversé l'ensemble du Canada, il remporte le Sri Chinmoy 1 300 miles (2 100 km) à New York en améliorant son propre record du monde. Les deux courses Trans Canada et 1 300 miles sont qualifiées pour le Livre Guinness des Records.

## Biographie

### Débuts
Arthur « Al » Howie est né en 1945 à Saltcoats dans l'Ayrshire, dans un port de la ville, près de Glasgow, en Écosse. Il fréquente les écoles locales et termine son enseignement secondaire. Il épouse une américaine vivant en Grande-Bretagne et, en 1968, nait un fils nommé Gabriel. Après son divorce, Howie immigre au Canada avec son fils et s'installe à Toronto. Une fille, Dana, nait en 1976. Il arrête de fumer en janvier 1974 et commence à courir comme un hobby « pour se débarrasser de l'habitude de fumer trois paquets par jour »,. En 1978, Howie déménage à Victoria, en Colombie-Britannique, et commence l'entraînement pour les courses longues distances, y compris l'entraînement entre villes. Il épouse Claudia Cole en 1986 ; ils se séparent en 2000.

### 1979: le marathon Prince George à Boston
En 1979, le marathon Prince George restera dans l'histoire du sport comme la course qui a réuni trois athlètes canadiens inconnus pour leur premier marathon : Al Howie, Rick Hansen et Terry Fox. Howie court de Victoria à Prince George pour être dans la course qui promet au gagnant un voyage tous frais payés pour le marathon de Boston.
Lors de la course, Rick Hansen passe facilement la ligne d'arrivée dans son fauteuil roulant, en avance sur tous ses concurrents. Al Howie est en troisième place au 17 miles (27 km) de la course. Et Terry Fox, amputé, est le dernier à terminer la course, avec seulement dix minutes de retard sur le dernier coureur à deux pattes, encouragé par les applaudissements de la foule.
Howie est inspiré par l'annonce de Fox à traverser le Canada pour l'aide à la recherche sur le cancer. « Fox a déclenché une énorme vague d'énergie et le désir d'exceller, rarement vu au Canada sur le plan personnel », indique Howie[réf. souhaitée].

### 1980-1988: de marathons à ultramarathons et à plusieurs jours de courses
Howie commence à s'entraîner de manière obsessionnelle et la durée des trajets s’allongent. Il remporte dans son groupe d'âge son premier marathon entier (de 42,195 kilomètres) en 1980, à Edmonton. Il court ensuite d'Edmonton à Victoria, pour l'entrée de la première édition du Royal Victoria Marathon (en) dans lequel il se place quatorzième.
En mai 1981, Howie établit le record canadien et nord-américain du 24 h Self-Transcendence à Ottawa, et l'année suivante, améliore sa distance en couvrant plus de 150 miles (241 km) dans cette course en continu de jour et de nuit, sans dormir. Il remporte les 24 heures annuel à Ottawa, cinq ans d'affilée, de 1981 à 1985. En 1983, il court de Winnipeg à Ottawa, avant de participer à ses 24 heures. En 1986, alors qu'il est en convalescence après un combat contre le cancer, il court son pire 24 heures dans lequel il parcourt environ 100 kilomètres. En 1987, il est de retour au mieux de sa forme pour le championnat canadien des 24 h à Ottawa, remportant l'épreuve pour la sixième fois.
Une tumeur du cerveau derrière son oreille apparait l'été 1985, forçant son retrait temporaire de toutes les courses. Ayant adopté un régime macrobiotique, Howie récupère suffisamment au printemps de l'année suivante pour accomplir 1 200 kilomètres de Victoria à Fernie dans le sud de la Colombie-Britannique où certains de ses traitements ont eu lieu.
En 1987, il bat le record de la plus longue course continue, achevant 580 kilomètres en 1422 tours autour du stade centenaire de l'Université de Victoria en 104,5 heures,. C'est 4 jours et nuits non-stop à promouvoir les prochains Jeux du Commonwealth. En 1988, il établit le record de la course la plus rapide des 880 miles (1 420 km) British End to End. Puis il parcourt la longueur de la Grande-Bretagne, 1 400 km, en 11 jours. Quelques mois plus tard, il part de l'Angleterre, passe par la France jusqu'à l'île de Sardaigne en Italie, où il participe à un marathon.

### 1989-1991: au sommet
Les Ultra Trio sont nés en 1987 - un ensemble de trois courses ultra de 700, 1000 et 1 300 miles. Aucun coureurs ne finit les 1 300 miles (2 100 km) à New York en 1987 et 1988, mais en 1989, Al Howie est la première personne à terminer l'épuisante course, établissant le record du monde avec 17 jours et 9 heures,. Il établit également un record du monde sur 2 000 kilomètres dans la même course.
Plus tard dans l'année, Howie réalise un record de 255,5 miles (411,2 km) sur les 72 heures de Across The Years à Phoenix, en Arizona, qui est le dernier ultra de l'année et le premier de la suivante, courant du 29 décembre 1989 au jour de l'an 1990.
La plus longue et la plus célèbre course d'Al Howie est à l'été 1991, quand il traverse toute la longueur de la route transcanadienne du kilomètre zéro à St-John's, terre-Neuve, au kilomètre zéro à Victoria, en Colombie-Britannique, couvrant 7 295,5 km en un temps record de 72 jours, 10 heures et 23 minutes. Une plaque en laiton au kilomètre zéro de Victoria commémore l'événement, et le qualifie pour le Livre Guinness des Records. Il lève 750 000 dollars de fonds pour les Élans et la Pourpre Royale, pour les enfants ayant des besoins spéciaux.
Deux semaines après l'accomplissement de la Trans Canada, Howie est de retour à New York où il améliore son propre record de l'heure sur les 1 300 miles, couvrant la distance en 16 jours et 19 heures, et lui valant sa deuxième entrée de l'été dans le Livre Guinness des Records. Ses collègues de course l'appellent « le dieu de la Trans Canada ».

### 1985, 1992-1999: lutte contre les blessures et la maladie

#### Tumeur du cerveau
La première tentative de traversée du Canada par Howie est à l'été 1985. La route part de l'Ouest vers l'Est, en passant par Prince Rupert et la Route Yellowhead, vers Portage la Prairie et Ottawa. Cela fait partie du circuit de Howie en Amérique du Nord « pour promouvoir la paix mondiale et la lutte contre la famine ». La course a été interrompue de façon dramatique dans la Vallée des Outaouais lorsqu'une tumeur cérébrale maligne apparait derrière son oreille droite, déclenchant des pensées de mort.
« Face à la mort, j'ai réalisé l'étendue de mon amour pour cette vie ; je ne voulais pas mourir », écrit-il dans un journal médical, un an plus tard[réf. souhaitée]. « Peu enclin à se soumettre aux prescriptions de traitements médicaux de chirurgie exploratoire, l'exérèse de la tumeur et ensuite la chimiothérapie », il cherche et trouve d'autres traitements alternatifs, en particulier « l'aventure culinaire de la macrobiotique », un régime d'aliments sains exempts d'additifs et de conservateurs, et de massage shiatsu. Comme par miracle, sa maladie s'inverse dans les mois qui suivent et il reprend son entrainement. En signe de gratitude, il court les 1 200 kilomètres de Victoria à la Ferme de l'Épinette Blanche à Fernie, dans le sud de la Colombie-Britannique, où il avait reçu une partie de son processus de guérison et de motivation[réf. souhaitée].

#### Diabète de type 1
En 1992, l'année après la traversée du Canada d'est en ouest, Howie rejoint les 28 autres coureurs d'ultra dans une course à travers les États-Unis. Ne portant pas la bonne insère dans ses chaussures alors qu'il traverse le chaud désert des Mojaves, en Arizona, il développe des complications avec l'apparition de cloques sur ses pieds, le forçant à se retirer. C'est cette blessure, croit-il, qui finalement conduit à l'apparition du diabète, qui malheureusement n'a été diagnostiqué pendant trois ans[réf. souhaitée].
Il participe aux 1 300 miles à New York en 1993, mais un nerf enflammé à son genou gauche le force à se retirer après six jours de course. À l'été 1995, il perd 13 kilos, sa santé se détraque, et the pissing evil frappe. « Le diabète de type 1 a été, jusqu'à la découverte de l'insuline, une condamnation à mort dans un délai de deux ans », écrit-il plus tard[réf. souhaitée].
« Peine de mort commuée en peine de prison à vie avec des injections d'insuline », Howie écrit après le début du traitement. « La lutte pour la vie et la santé, cette fois en passant par les méthode les plus classiques, la seule façon pour les diabétiques insulino-dépendant ; la thérapie à l'insuline ». Il tente un retour dans les 24 heures de Victoria en 1996, mais ne peut faire que 100 kilomètres dans la journée et la nuit. Al Howie fait quelques courses pour la Société Canadienne du Cancer en 1996, courant la longueur de l'île de Vancouver pour eux[réf. souhaitée].
Cependant, Howie refuse de laisser sa maladie contrecarrer la rigueur de ses séances d'entraînement.
« Je suis de retour sur les courses de plusieurs jours, les stylos Novolin et un compteur One Touch mis dans mon sac de sport avec des chaussures de course, des orthèses et de la vaseline. Comme dans la vie en général, je trouve que le diabète complique la course mais accentue l'aventure intrinsèque. De manière plus significative, mon potentiel de réussite, même pour battre des records dans ce sport éprouvant des ultra-marathons, ne doit pas être compromis par mon état diabétique. Courir vers l'horizon de l'endurance humaine avec de l'insuline synthétique explore un univers inconnu. Plutôt que le mur du coureur, l'hypoglycémie devient la principale menace à éviter. Encore une fois, je suis un pionnier dans l'univers aérobique, cette fois dans la galaxie diabétique. » (Al Howie sur le Come Back Trail, décembre 1997)[réf. souhaitée].
Il est à nouveau de retour sur la piste en 1997, remportant le 24 heures de Victoria. En 1998, il sent qu'il retrouve une excellente forme et remporte quatre ultras sur quatre, de 50 miles (80 km) à 72 heures.
Sa dernière course est le 72 heures Across The Years à Phoenix, en Arizona, qui débute le 29 décembre 1998 et termine trois jours plus tard, le jour de l'an. Howie remporte la course.
Faire face à la maladie pendant une décennie et demi, s'est avéré un formidable défi. Howie a 46 ans quand il court à travers le Canada. En 2005 et jusqu'à sa mort en 2016, il réside dans un quartier résidentiel et transitoire de l'établissement de soins à Duncan, en Colombie-Britannique où il subit un traitement pour le diabète.

## Les honneurs
- La plaque en laiton sur le poteau du mile 0 de l'avenue Trans Canada du Parc Beacon Hill se lit comme suit :

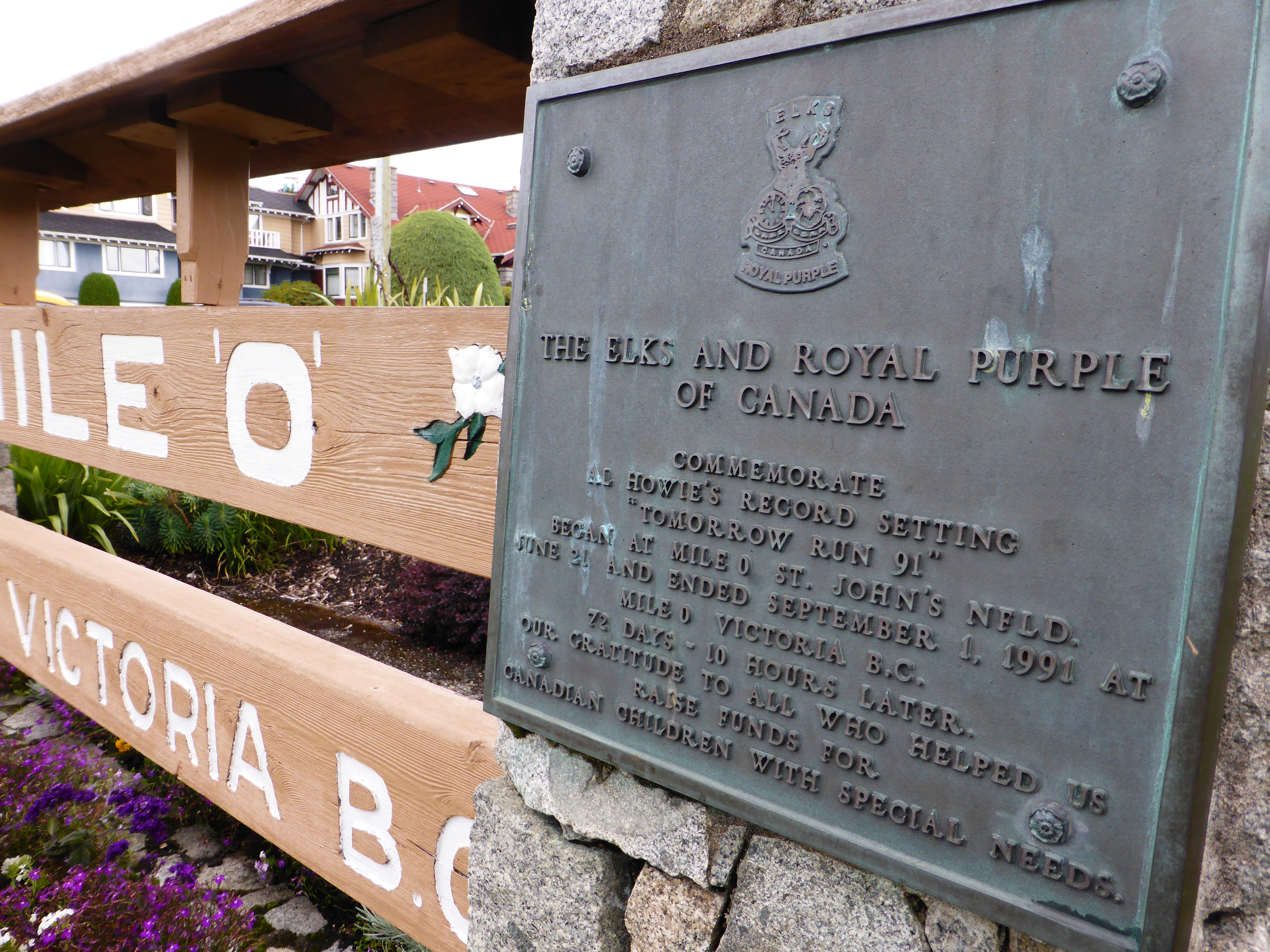
Demain Exécuter 91 de la Plaque au point Milliaire 0, Victoria, B. C.

« Les Élans et la Pourpre Royale du Canada
Commémorent le record d'Al Howie
Tomorrow Run 91
Qui a commencé au mile 0 à Saint-John's, terre-Neuve
Le 21 juin et s'est terminé le 1er septembre 1991 au
Mile 0 Victoria
72 jours et 10 heures plus tard.
Nous remercions tous ceux qui nous ont aidés à recueillir des fonds
Pour les enfants canadiens ayant des besoins spéciaux. »
- Qualifié pour le Livre Guinness des Records pour la Trans Canada et le Sri Chinmoy 1 300 miles en 1991.

- Une chambre Al Howie avec un lit king size à la Cycle Inn B & B à Langford détenue par Joanne Cowan, un partenaire fréquent de course. La chambre contient des photos et les prix présentés à Howie.

- L'histoire d'Al Howie est au centre d'un sermon du Dr Eugen Bannerman à l'Église Unie de Gordon, Langford, le 19 février 2006.

- La ville de Duncan a attribué à Howie le trophée perpétuel de l'excellence et de l'esprit sportif en décembre 2007.
- En 2014, il est intronisé dans temple de la renommée du Grand Victoria Sports[1],[7].

## Historique des courses
- La première course : 1974. Premier « entre villes », de Victoria à Port Hardy sur l'Île de Vancouver en 1978.
- Le premier marathon : le Prince George à Boston en 1979.
- Le meilleur marathon : 2 h 28 min 11 s à Vancouver, le 2 mai 1982.
- Le premier Ultramarathon : 24 h international Sri Chinmoy à Ottawa en 1981. Il a établi le record nord-américain avec 150 miles, 395 yards en 1982.
- La plus longue course documentée en solo : Trans Canada Highway, été 1991 avec 7 295,5 kilomètres en 72 jours, 10 heures et 23 minutes.
- Les ultras les plus mémorables : 24 heures Sri Chinmoy à Ottawa en 1981 et 1 300 miles Sri Chinmoy à New York en 1991.
- Le pire ultra : 24 heures Sri Chinmoy à Ottawa en 1986. « Récupération au moment d'un combat avec The Big C »[réf. souhaitée].
- La moyenne hebdomadaire de l'entraînement : 200 km.
- Le pic de la semaine : 595 miles (957 km - première semaine d'une course de plusieurs jours).
- La vitesse moyenne d'entraînement : 14 km/h.
- Le kilométrage annuel moyen : 10 000 km.
- Les problèmes récurrents : ampoules aux pieds, diabète depuis 1995.
- Le lieu favori pour la course : boucle de un mile Sri Chinmoy à Flushing Meadow, New York.
- L'alimentation favorite de course : eau et barres énergétiques.
- Les coureurs favoris : « je n'idolâtre personne mais j'en admire beaucoup ».
- Les plus grandes influences : Don Ritchie, Emil Zatopek, Yiannis Kouros, Hilary Walker.
- L'expérience la plus drôle de course : Apprendre à attacher les lacets sans s'arrêter pendant le record du monde de course non-stop.
- La plus mémorable découverte : « Même les très bons coureurs peuvent avoir de graves problèmes de santé »[5].
- La dernière course : 72 heures Across The Years à Phoenix en Arizona, entre le 29 décembre 1998 et le 1er janvier 1999.

### Meilleures performances
Meilleures performances
- Mile : 4 min 44 s (1982)
- 10 miles : 51 min 52 s (1981)
- Semi-marathon : 1 h 12 min 28 s (1982)
- Marathon : 2 h 28 min 11 s (1982)
- 50 miles : 3 h 13 min 49 s (1983)
- 50 km : 5 h 35 min 12 s (1983)
- 100 km : 7 h 30 min 31 s (1983)[3]
- 100 miles : 14 h 6 min 18 s (1982)
- 200 km : 18 h 51 min 44 s (1982)
- 24 heures : 150 miles 395 yards (1982)
- 48 heures : 203 miles (327 km) (1992)
- 72 heures : 272 miles (1991)
- 6 jours : 514 miles (827 km) (1991)
- 1 000 km : 7 j 18 h 49 min 18 s (1991)
- 1 000 miles : 12 j 1 h 47 min (1991)
- 2 000 km : 15 j 23 h (record du monde, 1991)
- 1 300 miles : 16 j 19 h (record Guinness, 1991)[9]
- Trans Canada Highway, 7 295,5 kilomètres : 72 j 10 h 23 min (record Guinness, 1991)[11]

### Courses de plusieurs jours, entre les villes
- Très tôt dans sa carrière de coureur, Howie commence à courir d'une ville à l'autre, en partie comme un entraînement longue distance, en partie pour réaliser des économies[3] (il met ses vêtements dans le bus, accompli la distance entre les villes en courant, change ses vêtements, remet ses affaires dans le bus et continue sa course), souvent pour des organismes de bienfaisance et à d'autres fins. Ci-dessous une liste chronologique des courses de Howie de plusieurs jours, entre plusieurs villes, avec des distances estimées (une journée normale est d'environ 100 km) et les organismes de bienfaisance.
- Octobre 1978 : traverse l'île de Vancouver de Victoria à Port Hardy (500 km) en faveur de United Way.
- Avril 1979 : court de Port Hardy à Victoria (500 km), avec une lettre du maire de Port Hardy en faveur de l'UNICEF.
- Août 1979 : entraînement de Victoria à Prince George (820 km). Placé troisième dans le marathon « Prince George » à Boston.
- Septembre 1980 : jogging d'Edmonton à Victoria (1 350 km en 11 jours). Placé dans le top dix dans le marathon inaugural Royal Victoria.
- Août 1981 : court de Kelowna à Courtney sur l'île de Vancouver (750 km) pour promouvoir les jeux de B.C.. Arrivée sous de grands applaudissements lors des cérémonies d'ouverture.
- Juillet 1982 : court de Calgary à Slave Lake, en Alberta (470 km. Gagne le marathon Daze de Riverboat de Lake Slave, puis retourne à Calgary (470 km).
- Août à octobre 1982 : Placé troisième dans le Classic Prince George. Puis court de Prince George à Victoria (820 km). Gagne dans son groupe d'âge dans le marathon Royal Victoria.
- Mai 1983 : court en solo de Winnipeg à Ottawa (2 225 km). Gagne une course de 24 heures[11].
- Mai 1984 : court de Toronto à Ottawa (450 km) pour participer à la course de 24 heures.
- Décembre 1984 : court de Victoria à Port Hardy (500 km) pour la fondation Victoria Times-Colonist.
- Février 1985 : parcourt la route transcanadienne, la route de Yellowhead par Prince Rupert et Edmonton jusqu'à Ottawa (4 740 km). Course interrompue avec l'apparition d'une tumeur cérébrale.
- Avril 1986 : court de Victoria à la Ferme de l'Épinette Blanche à Fernie (1 000 km).
- Septembre 1987 : court de Victoria à Port Hardy et à Massett dans les îles de la Reine-Charlotte (870 km), avec une lettre du maire de Victoria en faveur de United Way.
- Juin / juillet 1988 : traverse la Grande-Bretagne en longueur (1 400 km en 11 jours).
- Septembre 1988 : court d'Angleterre, traverse la France jusqu'en Sardaigne, en Italie (1 500 km), pour participer à un marathon.
- 1989 et 1990 : pas de course entre villes.
- De juin à septembre 1991 : court la route transcanadienne du mile zéro à St. John's, jusqu'à Victoria, en Colombie-Britannique (7 295,5 km en 72 jours et 10 heures). Lève 750 000 dollars de fonds pour les Élans et la Pourpre Royale, pour les enfants ayant des besoins spéciaux.
- Juin 1992 : Course transaméricaine de Huntingdon Beach en Californie, à New York. De sérieuses ampoules oblige Howie à abandonner à Las Vegas (370 km).
- Décembre 1992 : court de Victoria à Sacramento (1 190 km) pour participer à la course Helen Klein de 6 jours.
- 1993 à 1995 : pas de course entre villes.
- Octobre 1996 : traverse en longueur l'île de Vancouver jusqu'à Port Hardy (500 km) pour l'association canadienne du diabète. Arrête la course à cause des traitements à l'insuline pour le diabète de type 1.